# Manny Farber
Pour les articles homonymes, voir Farber.
Manny Farber est un peintre et un critique de cinéma américain né le 10 février 1917 à Douglas (Arizona) et décédé à Leucadia (en) (Californie) le 18 août 2008.
Il a collaboré à The New Republic - où il est entré en 1942 -, The Nation, Time Magazine, The New Leader, Cavalier, Artforum. Il a été critique de cinéma jusqu'en 1977 : il a acquis une large reconnaissance en 1962 avec la publication de son manifeste « L'art termite et l'éléphant blanc » dans lequel il exprime son hostilité à l'égard de « toutes les enflures du grand style ». Il a signé plusieurs textes avec son épouse Patricia Patterson.

## Publication
- Espace négatif, P.O.L., 2004